# كيغان سميث (لاعب كرة قدم)
كيغان سميث (بالإنجليزية: Keegan Smith)‏ هو لاعب كرة قدم نيوزيلندي، ولد في 13 مايو 1999 في أوكلاند في نيوزيلندا. لعب مع نادي ويلينغتون فينيكس.

## وصلات خارجية
- كيغان سميث على موقع قاعدة بيانات كرة القدم.إي يو (الإنجليزية)
- كيغان سميث على موقع Soccerway.com (الإنجليزية)